# Подводные лодки типа «Асасио»
Подводные лодки типа «Асасио» (яп. あさしお型潜水艦) — серия японских дизель-электрических подводных лодок. Зачастую также, вместе с подводной лодкой «Осио», объединяются в тип «Осио». Подводные лодки этого типа стали первыми японскими океанскими подводными лодками, построенными после окончания Второй мировой войны. С 1964 по 1969 год было построено 4 подводные лодки этого типа, которые, наряду со строившимися позже лодками «Удзусио» составили основу подводного флота Морских сил самообороны Японии. Сняты с вооружения подводные лодки типа «Асасио» были в первой половине 1980-х годов, когда на вооружение стали поступать более современные лодки типа «Юсио».

## Представители
| Название         | Заводской номер | Судоверфь      | Дата закладки   | Спуск на воду   | Ввод в строй    | Судьба                           |
| ---------------- | --------------- | -------------- | --------------- | --------------- | --------------- | -------------------------------- |
| Асасио あさしお  | SS 562          | Кавасаки, Кобе | 10 октября 1964 | 27 ноября 1965  | 13 октября 1966 | снята с вооружения 30 марта 1983 |
| Харусио はるしお | SS 563          | Мицубиси, Кобе | 12 октября 1965 | 25 февраля 1967 | 21 декабря 1967 | снята с вооружения 30 марта 1984 |
| Митисио みちしお | SS 564          | Кавасаки, Кобе | 26 июля 1966    | 5 декабря 1967  | 29 августа 1968 | снята с вооружения 28 марта 1985 |
| Арасио あらしお  | SS 565          | Мицубиси, Кобе | 5 июля 1967     | 24 октября 1968 | 25 июля 1969    | снята с вооружения 27 марта 1986 |